# Villers-Pater
Villers-Pater település Franciaországban, Haute-Saône megyében. Lakosainak száma 49 fő (2022. január 1.). Villers-Pater Vy-lès-Filain, Authoison, Beaumotte-Aubertans, Loulans-Verchamp, Roche-sur-Linotte-et-Sorans-les-Cordiers és Ruhans községekkel határos.

## Népesség
A település népessége az elmúlt években az alábbi módon változott:
| Lakosok száma | 46   | 49   | 52   | 51   | 52   | 52   | 52   | 53   | 49   |
|               | 2013 | 2015 | 2016 | 2017 | 2018 | 2019 | 2020 | 2021 | 2022 |